# Il Divo
Pour les articles homonymes, voir Il Divo (homonymie).
Il Divo est un quatuor international de crossover classique. Formé en 2003, ses membres sont à l'origine le Suisse Urs Bühler, l'Espagnol Carlos Marín, l'Américain David Miller et le Français Sébastien Izambard. À la suite du décès de Carlos Marin en décembre 2021, le baryton Steven Labrie intègre officiellement le groupe en août 2023.
Le quatuor est connu pour son mélange musical entre, d'une part, des airs lyriques d'opéra et de musique classique, et d'autre part, des thèmes de différents genres comme la musique latine, la musique des boléros, le folklore, la musique religieuse et l'interprétation de chansons populaires comme Regresa a mí et Senza catene.
Depuis ses débuts, Il Divo reçoit un accueil positif dans la plupart des pays où il se produit. En 2011, le groupe est consacré « artiste de la décennie », lors de la cérémonie des Classic Brit Awards qui se déroule au Royal Albert Hall de Londres. Quelques années plus tard, en 2015, Il Divo se voit décerner le prix PPL Classical Award, lors de la cérémonie des Silver Clef Awards. En 2014, le groupe compte plus de 30 millions d'albums à travers le monde, récoltant plus de 160 disques d'or et de platine dans 35 pays.

## Histoire
(janvier 2016).
Le contenu est difficilement compréhensible vu les erreurs de traduction, qui sont peut-être dues à l'utilisation d'un logiciel de traduction automatique.

### Première décennie (2003–2014)

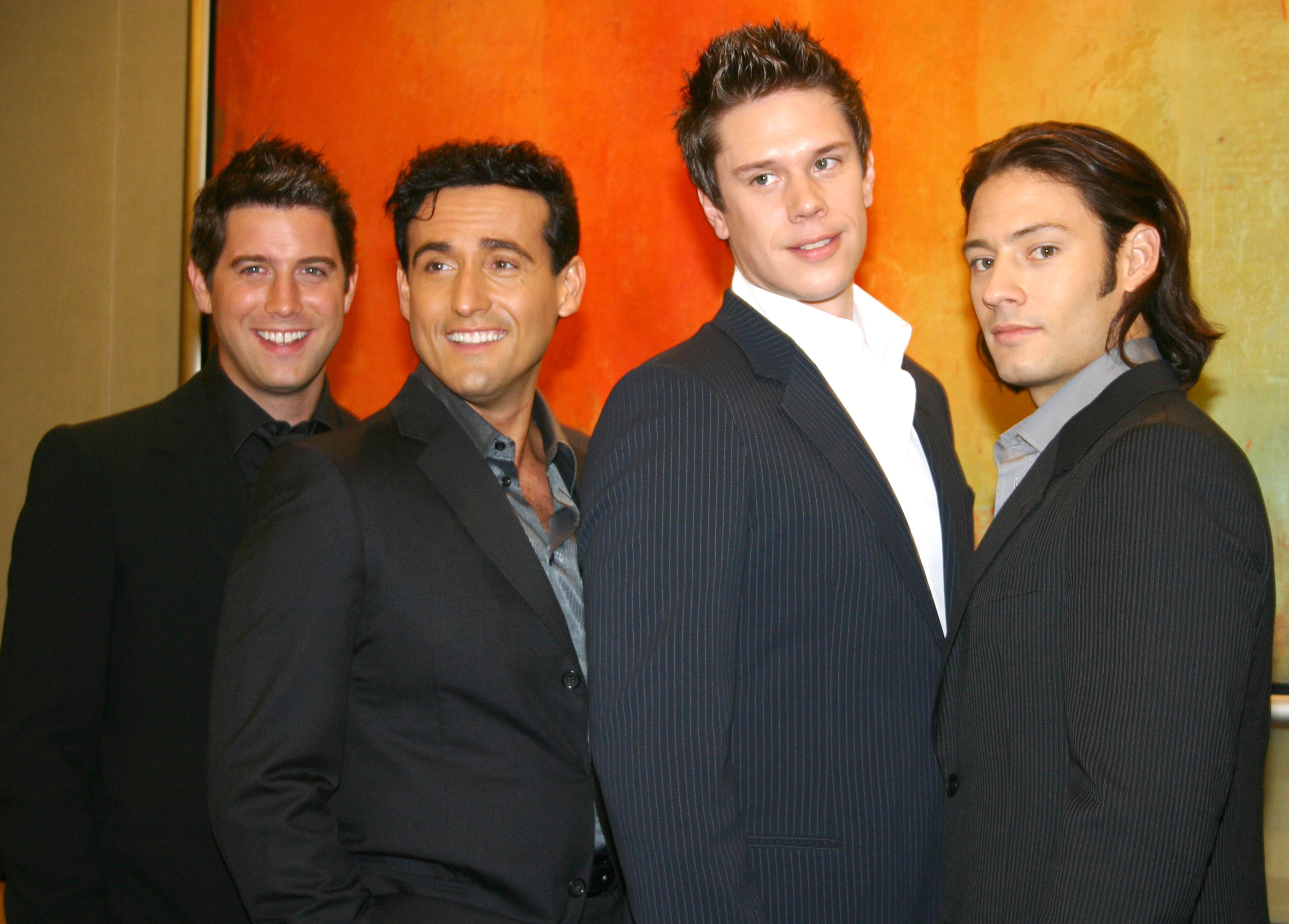
I l Divo en 2005.

Le groupe est formé en 2003 par le producteur de musique Simon Cowell pour le label Syco Music. En 2004, le quatuor vocal signe un premier album homonyme, Il Divo, avec, entre autres, les chansons Revenez à moi/Regresa a mi et My Way. Devant le succès remporté par ce premier album, le groupe sort dans la foulée Ancora.
En 2005, Il Divo devient le premier groupe de crossover classique de l'histoire à obtenir la première place dans le Billboard 200 américain. Aux États-Unis, ils réussissent avec leur premier album Il Divo à devenir le premier groupe britannique à obtenir la place de numéro un des listes. The Promise réussit à battre les records de vente dès la première semaine.
En 2006, suivront Siempre et The Christmas Collection. Le leitmotiv du groupe consiste à donner des titres de noblesse classique à des chansons populaires. Lors de la Coupe du monde de football de 2006, le groupe enregistre la chanson officielle avec Toni Braxton sous le titre de The Time of Our Lives. En octobre et novembre 2006, le groupe accompagne Barbra Streisand pour une tournée d'une vingtaine de concerts aux États-Unis et au Canada. Toujours en 2006, ils sont enregistrés dans le Livre Guinness des records comme le projet international au plus grand succès commercial de l'histoire pop, et entrent dans la liste des albums les mieux vendus dans le monde, avec 5 000 000 d'exemplaires en 2006 uniquement. Sur les scènes du monde entier, ils ont rencontré un grand succès en ayant vendu plus de deux millions de billets pour le seul concert de leurs quatre premiers albums et leur première tournée mondiale à guichets fermés dans 69 villes de 18 pays.

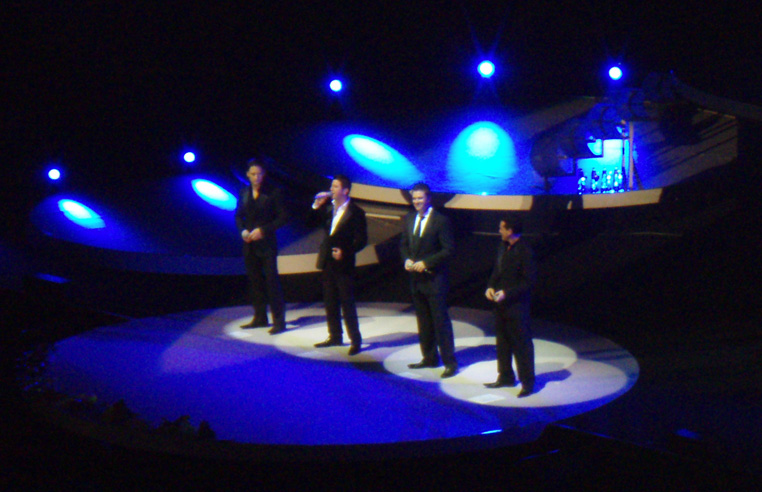
Il Divo en 2007.

Après 22 millions d'albums vendus dans le monde et une parenthèse d'une année, le groupe sort en novembre 2008 The Promise. En novembre 2008, il lance aussi un nouveau site web. Sa 3e tournée mondiale intitulée An Evening With Il Divo débute en février 2009 pour se terminer le 10 novembre à Porto Rico. Le 12 mai 2011, Il Divo reçoit le Classic BRIT Awards dans la catégorie de groupe de la décennie. Le groupe ne fait que de rares apparitions sur scène après sa tournée jusqu'à l'été 2011 quand ils ont entamé la promotion du nouvel album Wicked Game avec quantité de passages télévisés et radio dans de nombreux pays sauf en France. Le CD Wicked Game (+ le DVD Live in London filmé en août 2011 au Coliseum de Londres) est sorti en France le 5 décembre 2011.
Le 8 février 2012, Il Divo entame une tournée mondiale : Afrique du Sud, Asie, Europe, Amérique du Nord, et Europe de l'Est à l'automne. La France ne fait pas partie des pays de la tournée, faute de producteurs. Le 13 mai 2012, le groupe chante à Windsor pour le jubilé de diamant d'Élisabeth II.
Fin 2013, Il Divo sort un nouveau CD avec des duos : A Musical Affair, reprise d'extraits de comédies musicales. Ils reviennent enfin en concert en France, le 2 novembre 2014 au Zénith de Paris. Une version française de A Musical Affair qui a été publié le 24 novembre et se compose de duos avec des artistes français ou francophones ; Il Divo duo avec Florent Pagny dans la chanson Belle  duo avec Sonia Lacen avec la chanson L'Envie d'aimer duo avec Anggun avec la chanson Who Wants to Live Forever, duo avec Lisa Angell avec la chanson Can You Feel the Love Tonight, duo avec Vincent Niclo dans la chanson Le Temps des cathédrales, duo avec Natasha St-Pier avec la chanson Aimer duo et Hélène Ségara avec la chanson Memory.

### Amor y PasiónetTimeless(2014–2019)

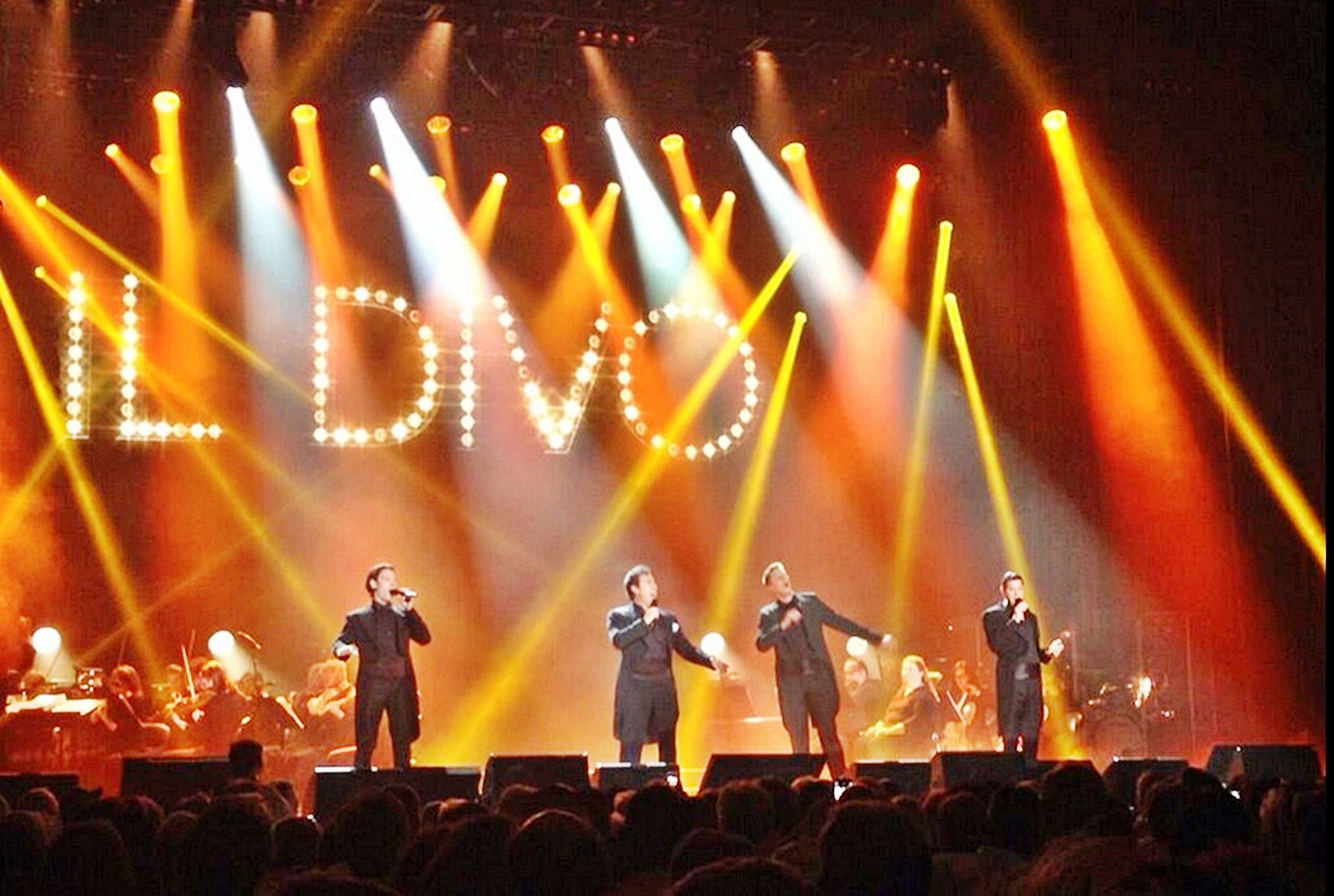
Il Divo en concert en 2014.

En 2014, pour leur 10e anniversaire, on estime qu'ils ont vendu plus de 26 millions d'albums à travers le monde, obtenu plus de 50 fois la place de numéro un des ventes et reçu 160 disques d'or et de platine dans plus de 33 pays. Plus tard cette année-là, ils annoncent que leur prochain album serait composé de boléros,, un genre pour lequel le Mexique commence leur inscription au mois de mars 2015.
Le 23 mars 2015, il est annoncé à Il Divo qu'ils étaient les gagnants de l'O2 Silver Clef Award 2015 organisé par Nordoff Robbins otogándoles pour recevoir le très convoité classique Premio Clásico PPL. La cérémonie de remise du prix a eu lieu le 3 juillet au Grosvenor House, un hôtel cinq étoiles de Londres situé sur Park Lane, dans Mayfair. Le 5 juillet 2015, au milieu de l'enregistrement de leur huitième album de boléros latino, Il Divo prend la scène d'Astana Concert Hall pour un concert à Astana, au Kazakhstan, en l'honneur du 17e anniversaire de la Journée de la capitale. Après le concert, ils ont lancé la campagne photographique pour leur huitième album et l'enregistrement d'une nouvelle vidéo sur les rues de la ville de Tepoztlán, au Mexique.
Plus tôt cette année, Il Divo enregistre un duo avec la chanteuse mexicaine Juan Gabriel appelé Amor Eterno (amour éternel), l'une des chansons de l'emblème de la chanteuse. Les morceaux sont inclus dans l'album intitulé Los Dúos Juan Gabriel. Le disque édition de luxe est accompagné d'un DVD avec des images de Il Divo pendant l'enregistrement.
Le 6 novembre 2015 sort le septième album studio Amor y Pasión, entièrement produit par le colombien Julio Reyes Copello. L'album studio couvre un siècle de tangos traditionnels, mambos et boléros classiques, avec des saveurs et des rythmes sensuels de l'Espagne, Cuba, l'Argentine et le Mexique, un clin d'œil au début du quatuor, il y a onze ans, alors que s'ouvre un nouveau chapitre dans leur carrière. L'album contient des chansons en espagnol seulement, dont Historia de un amor . C'est leur premier disque de chansons entièrement interprétées dans une même langue.
En 2018, sortie de l'album studio Timeless, suivi d'une tournée. Carlos Marin, chanteur du groupe Il Divo, décède brutalement le 19 décembre 2021 à l'âge de 53 ans des suites de complications liées au Covid-19,.

### Tournées mondiales (depuis 2020)
Le groupe effectue une tournée mondiale en 2022 avec comme invité spécial Steven Labrie en hommage à Carlos Marin, chanteur du groupe disparu en décembre 2021, suivie d'une Christmas Tour 2022. Le groupe effectue ensuite une tournée mondiale en 2023 avec Steven Labrie, puis le Christmas Tour 2023. En août 2023 un nouveau membre, baryton, intègre le groupe, Steven Labri (né le 4 mars 1988).
Le 9 février 2024, sortie de l'album studio XX pour fêter leurs 20 ans de carrière (2004/2024). Album numéro 1 au Billboard américain dès sa sortie dans 2 catégories : classique et classique crossover. Sur cet album apparaît pour la première fois Steven Labrie (baryton). Une tournée mondiale est annoncée en 2024, et commence en avril 2024.

## Style musical et image

### Style musical

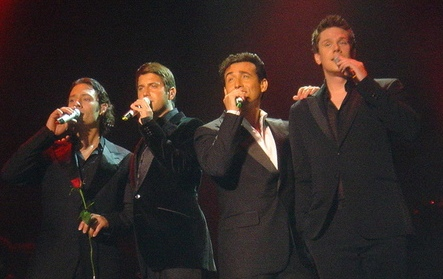
Il Divo en concert en 2007.

Il Divo révolutionne le genre de l'opéra en raison de sa combinaison musicale de chant lyrique et de musique classique (opéra), avec des chansons de genres différents, y compris latino, folk, ballades et pop. Mais leur combinaison musicale, qui reste des chansons emblématiques, n'est synonyme ni d'opéra, ni de pop. Elle part d'un terme intermédiaire et non d'une fusion entre les deux, puisque ces genres ne peuvent pas être fusionnés.
Donc, nous parlons d'une nouvelle invention du style musical, de la main du quatuor lui-même, appelé Opera-Pop o Pop-opèra, classé dans le genre de la musique crossover classique.
Le concept de Il Divo est conçu pour être un quatuor avec différentes parties dans le chœur et les solos, mais avec des rôles égaux dans les grandes voix. Le ton et la tessiture vocale de chaque artiste de Il Divo sont différents et sont subordonnés aux chemins variés dans le monde de l'opéra, de la formation musicale classique, de la voix formée et de la physiologie de chacun. La teneur générale a changé plusieurs fois au cours des ans, le type de voix, les changements physiques de leur corps. David et Urs sont ténors. Avec le baryton Carlos, ils ont connu une longue carrière dans le monde de l'opéra avec le début de la musique classique et de la formation vocale, contrairement à Sébastien, qui n'a fait partie d'aucune formation musicale, a été autodidacte et a une voix de ténor, malgré une touche de mélodie populaire.
Ce sont les classements des compétences vocales :
- Urs Bühler, ténor lyrique. L'enregistrement de sa voix est parmi les contre-ténors et barytons. Sa gamme vocale est habituellement de do3 à LA4 en chant choral, même le plus faible atteint do5 et se termine en si2. Urs est noté pour sa voix claire, forte et agile ;
- Sébastien Izambard a une tessiture de ténor, une voix populaire. Développer une voix de milieu de gamme (voix de la mélodie populaire ou populi) à un fort implique que le ténor chante la mélodie plus souvent. Par conséquent, il adapte la marge de genre pop Il Divo. La tessiture de la voix varie d'un si2 jusqu'à sol4, qui est le soleil de la deuxième ligne de la portée en clé de sol. Sébastien se distingue par son timbre clair et lumineux, la résonance pectorale et la fermeté de projection de la voix ;
- Carlos Marín, baryton. L'enregistrement de sa voix est parmi la basse et le ténor, la basse et les aigus avec la lumière sombre. Carlos est noté pour sa clarté et sa souplesse dans sa voix ;
- David Miller, ténor lyrique léger. L'enregistrement de sa voix est parmi les contre-ténors et barytons, son registre vocal va du do3 à la4 en chant choral, des solos et atteint fa5. David se distingue par la bonne maîtrise de milieu de gamme et de la beauté dans l'aigu.
- Steven Labrie, baryton.

Leur principal instrument est leur voix, même si Sébastien a parfois utilisé la guitare espagnole lors d'un direct. Chaque membre du groupe peut jouer, indépendamment, des instruments tels que le piano, la guitare, la basse ou la batterie, mais, lors de leurs concerts, ils sont accompagnés par un orchestre et ne mettent pas souvent en valeur leurs talents d'instrumentistes sur scène. La plupart des succès de la bande sont composés par des compositeurs avec une expérience considérable, en particulier les Suédois Andreas Romdhane et Josef Larossi de Quiz & Larossi, Per Magnusson, David Kreuger et Jörgen Elofsson, ou en anglais Steve Mac.
Le groupe chante des chansons en français, en espagnol, en italien, en anglais, en latin, en portugais et en japonais.

### Image
Outre la musique, les membres de Il Divo sont aussi connus pour leur image parfaite, raffinée et élégante, mais avec une certaine touche d'innovation et la mise en valeur d'une marque, en portant toujours des costumes de Giorgio Armani.

## Membres

### Membres actuels
- David Miller - ténor
- Sébastien Izambard - ténor
- Urs Bühler - ténor
- Steven Labrie - baryton (depuis 2024)

### Ancien membre
- Carlos Marín - baryton (décédé le 19 décembre 2021)

## Galerie

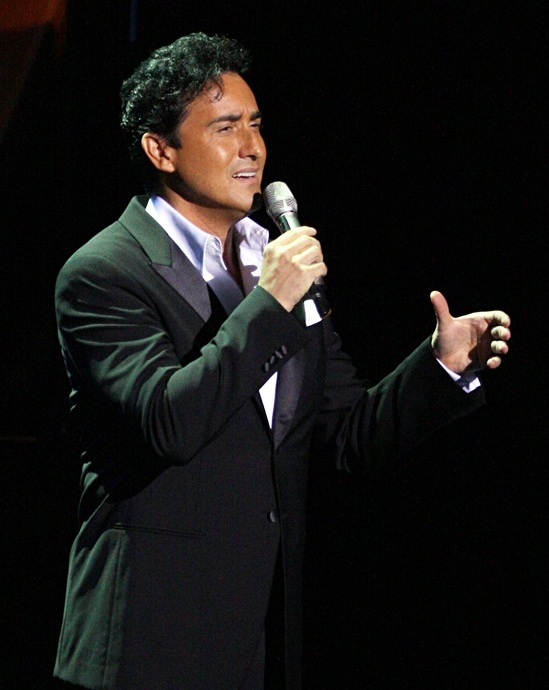
Carlos Marín.
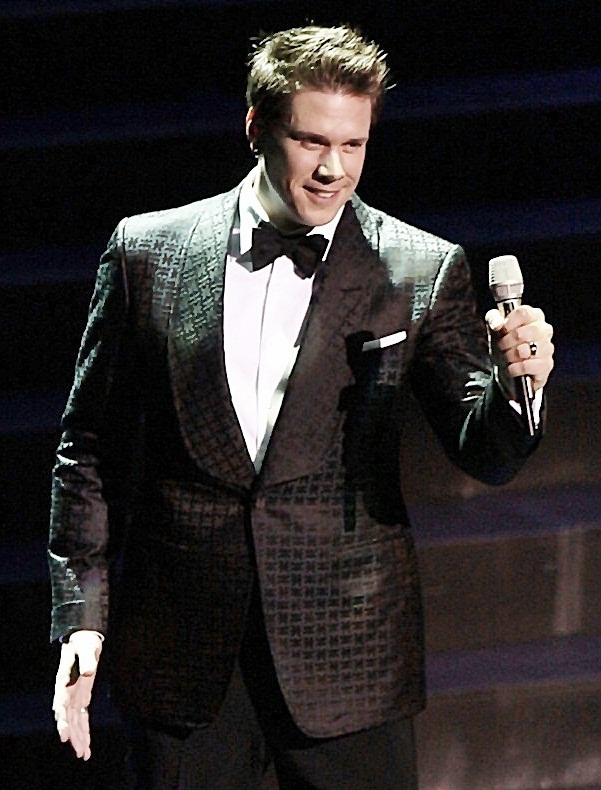
David Miller.
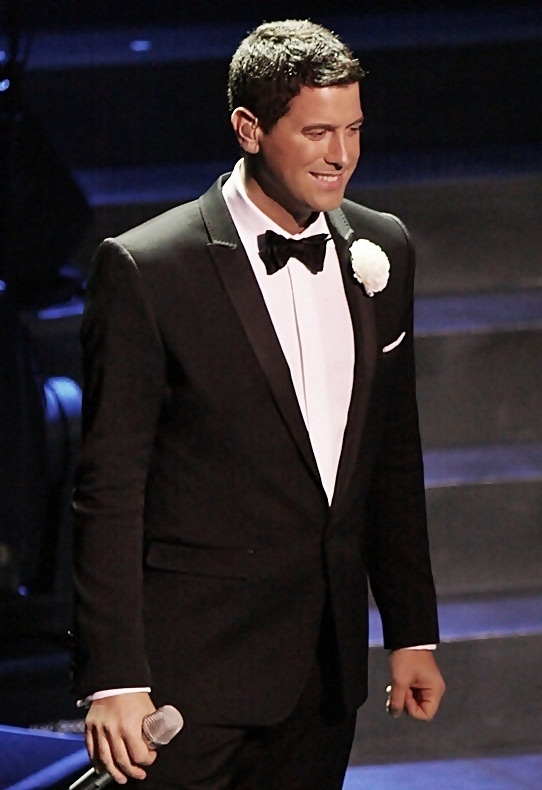
Sébastien Izambard.
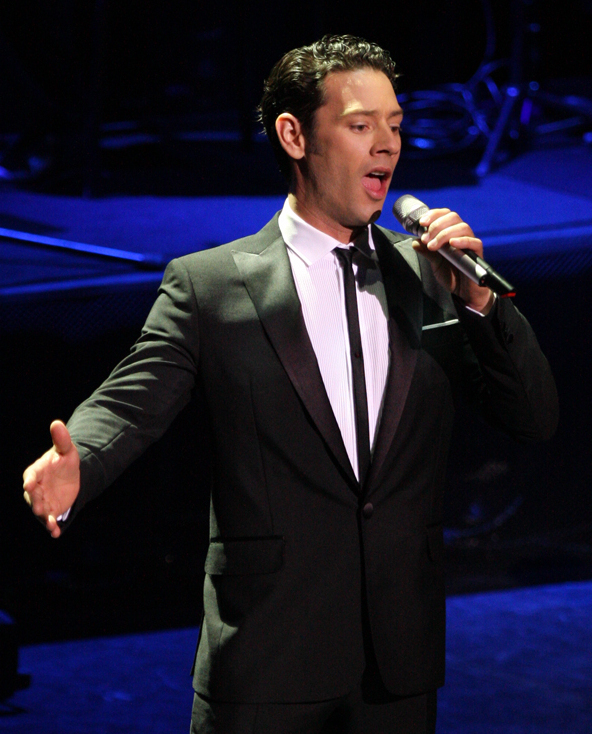
Urs Bühler.

## Vidéographie

### Concerts et documentaires
- 2004 : Live At Gottam Hall [29],[30]
- 2005 : Encore [31]
- 2005 : Mamá [32]
- 2006 : The Yule Log: The Christmas Collection [33]
- 2006 : Live at the Greek Theater [34]
- 2008 : At The Coliseum [35]
- 2009 : An Evening with Il Divo : Live in Barcelona [36]
- 2011 : Live At The London Coliseum [37]
- 2014 : Live In Japan [38]

### Clips officiels
- 2004 : Regresa a mí[39]
- 2005 : Mama[32]
- 2006 : The time of our lives, avec Toni Braxton [40]
- 2014 : Le Temps des cathédrales, avec Vincent Niclo
- 2014 : Who Wants to Live Forever ,avec Anggun
- 2014 : Aimer, avec Natasha St-Pier
- 2014 : Can You Feel the Love Tonight, avec Lisa Angell
- 2014 : Memory, avec Hélène Ségara
- 2015 : Por una Cabeza [41]